# Albert Bruckner
Albert Bruckner (* 13. Juli 1904 in Basel; † 10. Dezember 1985 in Finkenberg, Tirol) war ein Schweizer Historiker, Mediävist, Archivar und Paläograph.

## Leben
Bruckner war der Sohn des gleichnamigen Pfarrers und Privatdozenten an der Universität Basel Albert Bruckner (1872–1912); seine Tante war die Archäologin Auguste Bruckner. Er studierte Geschichte in Basel, Lausanne, Berlin, Florenz und Münster. Nach der Promotion an der Universität Köln 1929 war er Assistent in Berlin. 1931 kehrte er nach Basel zurück. Von 1933 bis 1941 war er am Staatsarchiv Basel-Stadt tätig, das er von 1961 bis 1966 leitete.
Ab 1936 war Bruckner Privatdozent, ab 1948 ausserordentlicher und ab 1967 ordentlicher Professor für mittelalterliche Geschichte an der Universität Basel.
Ein besonderes Anliegen waren ihm seine Kurse für Paläographie, um die Studierenden das Lesen alter Schriften sowie das Datieren von Schriftzeugnissen zu lehren. Von 1966 bis 1974 war er Leiter der Helvetia Sacra. Die Chartae Latinae Antiquiores, eine Faksimilesammlung von Urkunden, die vor 800 geschrieben wurden, ein Parallelunternehmen zu den Codices Latini Antiquiores, gehen auf ihn zurück. Er war Verfasser, Anreger und Herausgeber wichtiger Nachschlagewerke zum Mittelalter, besonders auch als Mitglied des 1953 in Paris gegründeten Comité international de paléographie latine (CIPL). So begründete er unter Mitarbeit seiner Studierenden den Schweizer Teil des internationalen Unternehmens des Katalogs datierter Handschriften, in welchem alle mittelalterlichen Buchhandschriften verzeichnet werden, die Angaben zum Schreibort, zur Schreibzeit oder einen Schreibernamen enthalten.
Bruckner war auch leitender Redaktor von Riehen – Geschichte eines Dorfes, einer 1972 erschienenen umfassenden historischen Gesamtdarstellung dieser Gemeinde, zu der Bruckner selbst den Teil über das Mittelalter verfasste.

## Schriften (Auswahl)
- Paläographische Studien zu den älteren St. Galler Urkunden. Chiantore: Turin 1933 (Textarchiv – Internet Archive – Leseprobe).
- Schweizer Fahnenbuch. 2 Bände, St. Gallen 1942.
- Schweizer Stempelschneider und Schriftgiesser. Geschichte des Stempelschnittes und Schriftgusses in Basel und der übrigen Schweiz von ihren Anfängen bis zur Gegenwart. Basel 1943.
- (mit Edgar Bonjour) Basel und die Eidgenossen. Geschichte ihrer Beziehungen zur Erinnerung an Basels Eintritt in den Schweizerbund 1501. Basel 1951.
- Die Zunft zu Brotbecken in Basel. Zur Siebenhundertjahrfeier ihrer Erwähnung. Basel 1956.
- Scriptoria medii aevi Helvetica = Denkmäler schweizerischer Schreibkunst des Mittelalters. Roto-Sadag: Genf 1935–1978; 14 Teile in 15 Bänden (verzeichnet die Schreibstätten des Mittelalters in der heutigen Schweiz, in der Reihenfolge der alten Bistümer: Chur (1), Konstanz (2–10), Lausanne (11), Basel (12), Sitten (13–13A), sowie Indices (14).
- Katalog der datierten Handschriften in der Schweiz in lateinischer Schrift vom Anfang des Mittelalters bis 1550 = Catalogue des manuscrits datés en Suisse en écriture latine du début du Moyen Age jusqu'en 1550. Begründet von Albert Bruckner, in Zusammenarbeit mit dem Comité International de Paléographie. Urs-Graf-Verlag, Dietikon-Zürich 1977–1991, 3 Teile in 6 Bänden (je Text- und Tafelband) nach Aufbewahrungsorten: Aarau, Appenzell, Basel (Band 1); Bern-Porrentruy (Band 2); St. Gallen-Zürich (Band 3).